# ディオネ (小惑星)
ディオネ (106 Dione) は、小惑星帯に位置する比較的大きな小惑星の一つである。G型小惑星に分類され、ケレスと似た構造を持つと考えられている。
1868年10月10日にアメリカ合衆国のアナーバーでジェームズ・クレイグ・ワトソン (James Craig Watson) により発見され、ギリシア神話に登場するティーターンの女性ディオーネーにちなんで命名された。なお、土星の衛星にも同名のディオネがある。
1983年1月19日に掩蔽が観測され、この時に計算された直径147kmはIRASによる観測値と良く一致した。